# 田久保忠衛
田久保 忠衛（たくぼ ただえ、1933年（昭和8年）2月4日 - 2024年（令和6年）1月9日）は、日本の外交評論家、政治学者、政治活動家。杏林大学客員教授。専門は国際政治学、アメリカ外交。博士（法学）。
日本会議第4代会長（在任時に死去）、美しい日本の憲法をつくる国民の会共同代表、国家基本問題研究所副理事長、明治の日推進協議会会長、富士社会教育センター理事、新しい歴史教科書をつくる会理事などを務めた。

## 来歴
千葉県生まれ、東京都立九段高等学校（現・千代田区立九段中等教育学校）卒業。1956年、早稲田大学法学部卒業。
1956年、時事通信社入社。1956年から1962年まで地方部記者（自治庁、大蔵省、農林省担当）。1963年までハンブルク特派員。1969年、外信部記者。1970年、那覇支局長。1973年、ワシントン支局長。1974年、外信部次長。1980年、外信部長。1980年、ウィルソン・センター研究員（兼任）。1984年、論説委員。
1984年に退社し、杏林大学社会科学部（現・総合政策学部）教授に就任。1992年、学部長。1994年3月、慶應義塾大学において学位論文「『チャイナ・カード』論の展開とその考察 -ニクソン対中外交を中心として」により博士号を取得。
2003年、杏林大学大学院国際協力研究科客員教授に就任。
2015年4月16日、日本会議会長に就任。
2024年1月9日、細菌性肺炎のため東京都三鷹市の病院で死去。90歳没。同年3月、正論大賞特別功労賞を追贈される。

## 人物
- 時事通信社に在職時から著作活動を行う。アメリカ外交の専門家として知られ[誰によって?]、リチャード・ニクソン政権の研究で博士論文。論壇活動も長年行い、日米同盟保持の論客として知られ[誰によって?]、イラク戦争を巡っては反米保守の小林よしのりと対立した[13]。
- 民社党（現在の国民民主党の派閥の一つで「民社協会」）と関係が深く、昭和期には社会思想研究会に参加しその後も関係団体の政策研究フォーラムの理事や、「民社党と語る会」の幹事、民社人権会議代表幹事を務める。社会思想研究会の後輩には後に産経新聞社長となる住田良能や「新しい歴史教科書をつくる会」（以下「つくる会」）の理事となる弁護士の高池勝彦がいる。
- 1996年12月2日、藤岡信勝、西尾幹二、小林よしのりらは「新しい歴史教科書をつくる会」の結成記者会見を開催。中学校社会科教科書からの従軍慰安婦の記述削除を求めた[14]。会見時の呼びかけ人は9人、賛同者は78人。田久保は賛同者に名を連ねた[注 1]。
- 2007年12月18日、櫻井よしこが中心となり、シンクタンク「国家基本問題研究所」が設立された[16][6]。「日本文明の叡知を現在に活かし、日本の大戦略を提言」することが目的として掲げられた[17]。田久保は同団体の副理事長に就任した[6]。
- 2014年10月1日、日本会議の主導の下、「美しい日本の憲法をつくる国民の会」が設立された際、櫻井よしこ・三好達とともに共同代表に就任した[5][18]。
- 2015年4月16日、三好達の後任として日本会議第4代会長に就任した[19]。田久保没後は後任会長は未定となっている(2024年3月現在）。
- 国際フォーラム理事[20]。財団法人ディフェンスリサーチセンター・日本財団理事。日本李登輝友の会副会長。「体罰の会」顧問。映画「南京の真実」の賛同者も務める。
- 安倍晋三首相の訪米（2013年2月）について「最大の成果は、環太平洋戦略的経済連携協定（TPP）交渉参加への政治的な決断だった。」と絶賛し、共同声明については「国内世論の分裂あるいは党内の意見対立を中和する以上の意味は持たない」と二次的な問題だとの考えを示している。また、日本は米国の軍事的役割の一部を担うよう動いていくのであるから、そのためにもTPPを取っかかりにして貿易、投資で日本経済を躍進させなければならないと述べている[21]。
- 平和安全法制を成立させた安倍晋三首相の指導力を「安保の歪みを正した」と高く評価し、「安保法制に反対する奇妙な意見が日本で罷り通る様からしてかつて日本の社会を『島国根性』と分析した米ニクソン政権のヘンリー・キッシンジャーと中華人民共和国の周恩来は正しい」と述べた[22]。

### 生長の家との関係
- 田久保は、新興宗教「生長の家」の関連団体日本青年協議会および日本協議会の機関誌『祖国と青年』1981年4月号に寄稿した[23]。
- 『祖国と青年』1986年1月号に寄稿した[24]。
- 『祖国と青年』1986年5月号に寄稿した[25]。
- 1992年3月21日、田久保は、日本青年協議会が主催した「日本青年協議会結成二十周年記念式典」に出席し、「日本青年協議会結成20周年記念シンポジウム　平成新時代と日本の国家構想」でパネリストとして講演した[26]。式典やシンポジウムや記念祝賀会には、椛島有三（日本青年協議会代表）や、黛敏郎（日本を守る国民会議議長）、板垣正（参議院議員、日本会議代表委員）、福島信義（明治神宮宮司）、百地章（日本会議政策委員）らが出席した[26]。
- 『祖国と青年』1992年7月号に寄稿した[27]。
- 2021年11月20日に開催された「日本協議会・日本青年協議会結成五十周年記念大会」で、田久保は来賓挨拶をした[28]。大会では安倍晋三が記念講演をし、椛島有三（日本青年協議会会長）や衛藤晟一らが参加した[28]。

## 著書

### 単著
- 『カーター外交の本音　「道義」戦略と日本の対応』（日本工業新聞社、1977年）
- 『戦略の構図　米ソに揺さぶられる日本』（高木書房、1979年）
- 『レーガン戦略と日本の破局』（講談社、1981年）
- 『超大国 敵の敵は味方　ワシントン＝モスクワ＝北京の暗闘』（山手書房、1981年）
- 『米ソ覇権の構図　世界を操る超大国の思惑』（日本教文社、1983年）
- 『環太平洋経済圏　動き出す新経済圏構想　時事問題解説』（教育社入門新書、1985年）
- 『「新世界秩序」と日本　21世紀への予兆』（時事通信社、1992年）
- 『ニクソンと対中国外交』（筑摩書房、1994年）
- 『戦略家ニクソン　政治家の人間的考察』（中公新書、1996年）
- 『日本の領土　そもそも国家とは何か』（PHP研究所、1999年）
  - のち改題・増訂版 『早わかり・日本の領土問題　諸外国と何をモメているのか?』（PHP研究所、2007年）
- 『新しい日米同盟　親米ナショナリズムへの戦略』（PHP新書、2001年）
- 『アメリカの戦争』（恒文社、2003年）
- 『激流世界を生きて　わが師、わが友、わが後輩』（並木書房、2007年）
- 『米中、二超大国時代の日本の生き筋』（海竜社、2009年）
- 『憲法改正、最後のチャンスを逃すな!』（並木書房、2014年）
- 『目覚めよ日本　憲法改正今こそ実現を』（明成社、2017年12月）- 第1・2章は、櫻井よしこ・古森義久と各・対談
- 『自主独立の精神　田久保忠衛遺稿集』（明成社、2024年4月）-　ブックレット、巻末に追悼文集

### 共著
- （高橋英夫・有馬真喜子・坂野潤治ほか）『言論は日本を動かす. 第5巻』内田健三（編）（講談社、1986年5月）
- 編者代表『「国家」を見失った日本人　外国人参政権問題の本質』（小学館文庫、2001年1月）
- （村田良平・古森義久）『なぜ外務省はダメになったか　甦れ、日本外交』（扶桑社、2002年）
- （日下公人・志方俊之・西村眞悟）『国益会議　「アメリカ一極支配時代」を日本はいかに生き抜くか』（PHP研究所、2003年7月）
- （古森義久）『反米論を撃つ』（恒文社、2003年11月）
- （中曽根康弘・石原慎太郎・安倍晋三ほか）『憲法の論点　『正論』傑作選』『正論』編集部（編）（産経新聞ニュースサービス、2004年10月）
- （古森義久）『文化人の通信簿　媚中度から歴史認識まで徹底採点!』（扶桑社、2005年5月）
- （平沼赳夫・櫻井よしこ・大原康男ほか）『日本の正道　真の保守政治を確立するための政策提言』正しい日本を創る会（編）（PHP研究所、2007年7月）
- （櫻井よしこ）『国家への目醒め　賢く勁き日本へ』（海竜社、2008年12月）
- （櫻井よしこ・古田博司 ほか）『日中韓歴史大論争』（文春新書、2010年10月）
- （日下公人・ロナルド・モース）『「強い日本」を取り戻すためにいま必要なこと』（PHP研究所、2013年6月）
- （加瀬英明）『日本国憲法と吉田茂：「護憲」が招いた日本の危機　二人の憲法通が熱く語る』（自由社、2016年9月）
- （櫻井よしこ）『宿命の衝突　ニクソン・ショックから50年』（ビジネス社、2022年2月）

### 共編著
- （今井隆吉・平松茂雄）『ポスト冷戦と核』（勁草書房、1995年3月）
- （新井弘一・平松茂雄）『戦略的日本外交のすすめ』（時事通信社、1998年2月）
- （太田正利・平松茂雄）『日本外交の再点検　検証「吉田ドクトリン」』（時事通信社、2000年5月）
- （斎藤元秀・平松茂雄）『テロの時代と新世界秩序』（時事通信社、2002年10月）

### 雑誌記事
- 「正論」などの論壇誌で櫻井よしこらジャーナリストとの対談特集が時折組まれるほか、近年「週刊新潮」や「週刊文春」など週刊誌のアジア外交政策関係の記事で、「外交評論家」の肩書（客員教授となってからは杏林大学の役職は無記載）で時事についての意見を述べている。
- 社会思想研究 1960年9月号「曲り角にきた日本農政」

## 受賞歴
- 1996年：第12回正論大賞
- 2006年：文藝春秋読者賞
- 2023年：第24回正論大賞・特別功労賞[29]